# ロシアにおけるアイヌ

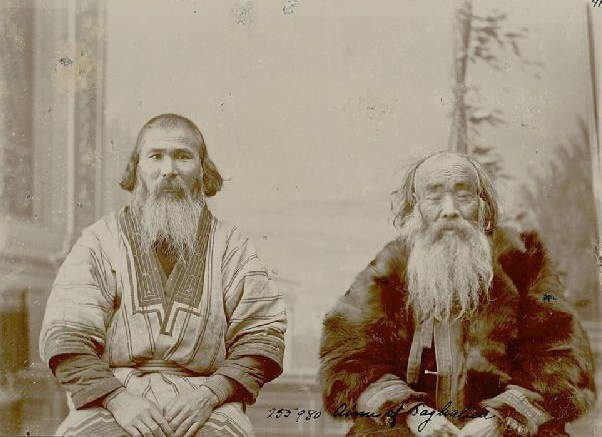
樺太アイヌ（ブロニスワフ・ピウスツキによる撮影）

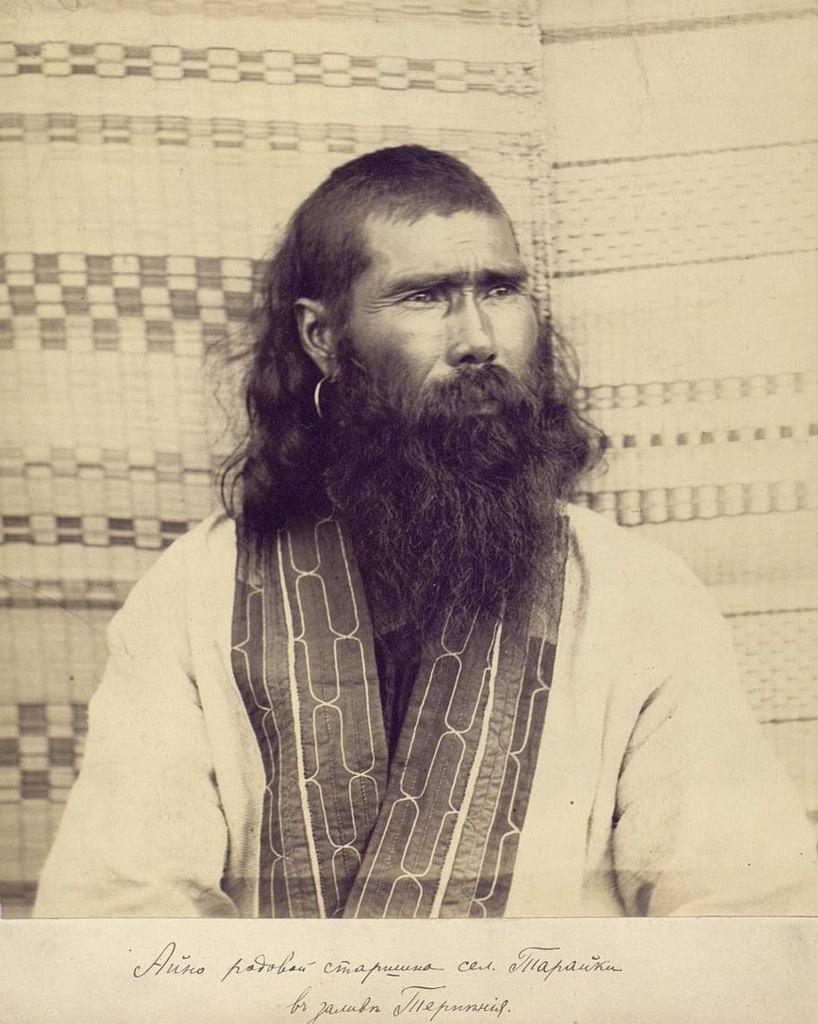
樺太アイヌの首長

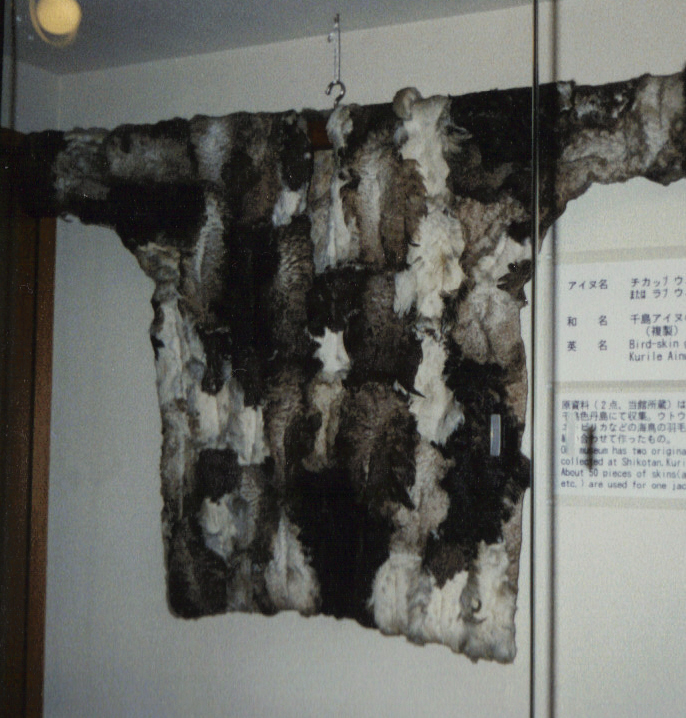
ラプリ、千島アイヌの鳥皮衣

ロシアにおけるアイヌではロシア連邦の領内における先住民族としてのアイヌ民族の歴史および現状について記す。

## 概要
サハリン州、ハバロフスク地方、カムチャツカ地方に居住している。ロシア語ではアイヌ(Айны)、クリル(Куриль)、カムチャツカ・クリル(Камчатские Куриль)、カムチャツカ・アイヌ(Камчадальские Айны)、エイン(Ейны)などと呼ばれ、6つの集団に分けられる。2010年の国勢調査ではロシア国内で自らがアイヌであると回答した人数は100人程度であるが、少なくとも1,000人はアイヌを祖先に持つと考えられている。アイヌを名乗る人数が少ないのは、連邦政府に「現存する」民族集団としての承認を受けられていない結果であると考えられる。アイヌを祖先に持つ人が最も多いのはサハリン州（樺太）であるにもかかわらず、自らをアイヌと定義する人の大多数はカムチャツカ地方に居住している。

## 集団
ロシア領内に居住するアイヌは6つの集団に分けられ、うち4つは民族集団としては消滅している。

### カムチャツカアイヌ
「カムチャツカ・クリル」として知られる。1706年にロシア帝国に敗北したことに加えて天然痘が流行したことにより、現在では民族集団としては消滅している。現在では後述の北千島アイヌ、もしくはイテリメン族に同化している。18世紀のロシアの探検家による記録が最後である。
19世紀ヨーロッパの東洋学者であるユリウス・ハインリヒ・クラプロートは自著である「アジア言語誌（Asia Polyglotta）」にて、いくつかのカムチャツカ・アイヌ語の単語を挙げている。例えば、カムチャツカ・アイヌ語で犬を指す言葉を"stahpu”としており、これは北海道アイヌ語における"seta-po”（犬 + 指小辞）の意である。また、ラッコを指す言葉は"kotohnæp”としており、北海道アイヌ語や千島アイヌ語でみられる"rakko”・白老方言や美幌方言でみられる"atuyesaman”とは違う語形をとる。

### 北千島アイヌ
「クリル」として知られる。千島列島は1875年に樺太・千島交換条約が締結されるまではロシア帝国の統治下であった。大多数は占守島に、他は幌筵島に少数居住し、1860年段階で人口は221人であった。彼らはロシア式の名前を名乗り、流暢なロシア語を話し、ロシア正教を信仰していた。日本領になってからは100人以上のアイヌがロシア人と共にカムチャツカに移住した。最近では100人近くがウスチ・ボリシェレツキー地区に居住している。日本の統治下に留まった集団は第二次世界大戦後、大部分が北海道に移り住み、公的に存在が知られていた田中キヌが1973年に北海道で亡くなり、日本における北千島アイヌの存在は公的な場に登場することはなくなったが、各地に子孫が存在すると推測される。

### 南千島アイヌ
18世紀時点では国後島、択捉島、得撫島を中心に約2,000人が居住していたが1884年には500人前後まで減少した。1941年には太平洋戦争開戦に伴い50人（大部分が混血）が北海道に避難した。現在は6人がロシアに居住している。

### アムールアイヌ
ブロニスワフ・ピウスツキの調査によると、20世紀初頭に数人がロシア人もしくはウリチ人と結婚していた。1926年のソ連の国勢調査ではニコラエフスキー地区に純血は26人しかおらず、多くはスラブ系民族の中に同化したと考えられる。今日ではハバロフスク地方で自らをアイヌと定義する者はほとんどいないが、ウリチ人の相当数がアイヌの血を引き継いでいる。
また、沿海州在住のウリチには「クイサリ」という姓を持つ一家が存在する。「クイ」は古シベリア諸語やツングース語族の言語でアイヌを指す呼称として多いものであり、「サリ」はツングース語族の言語で人々を表す言葉である。彼らは「樺太から沿海州に渡ったアイヌが自分達の祖先である」あるいは「19世紀後半に当代から3代前のセキンというアイヌが北海道から渡ってきた」という説話を語っている。彼らはアイヌ語やアイヌ文化の多くを継承しているわけではないものの、クイサリ一族に伝わる一着の山丹服を継承しており、アイヌを始祖とする一族であることをアイデンティティとしている。クイサリ一族のひとりであるユーリー・クイサリによると、この山丹服は当代から2代前のスイルツーという名のクロテン狩りに長けた猟師がその毛皮と交換し、彼の子ども達5人に一人一着ずつ贈ったもののひとつであるという。

### 北樺太アイヌ

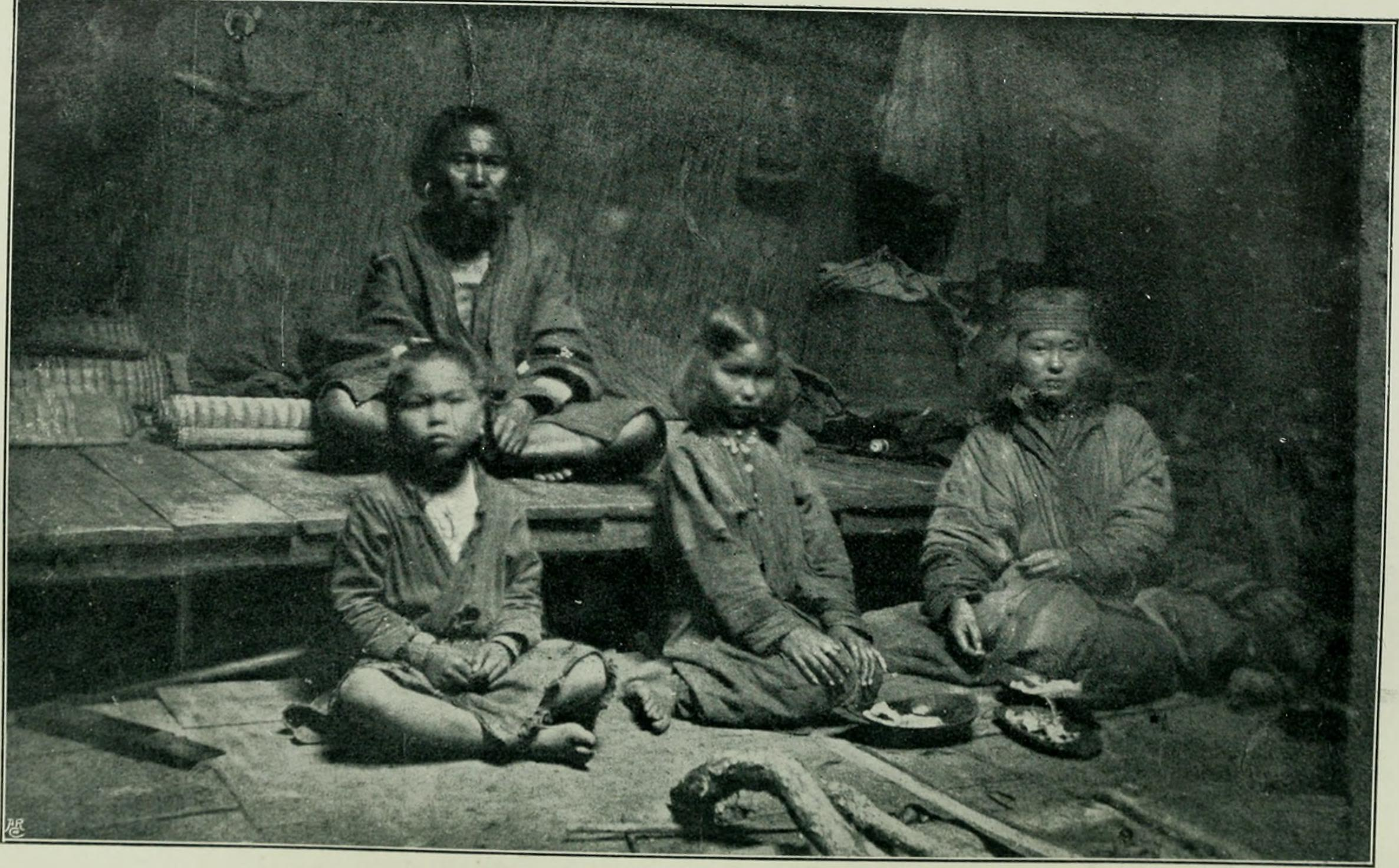
樺太アイヌ（1903年）

1926年の国勢調査では北サハリン州に純血は5人だけであった。ブロニスワフ・ピウスツキの調査によると、大部分の樺太アイヌは1875年に北海道に移住させられ、樺太に留まったごく少数のアイヌはロシア人と結婚したものと考えられる。民族集団としては消滅したが、アイヌの血を引き継いだ人は現在もいると考えられる。

### 南樺太アイヌ
大部分の樺太アイヌがソ連対日参戦後に日本の当局により北海道に避難させられた。現在のサハリン州にも個人としてはアイヌが存在している可能性はある。1949年の時点では約100人のアイヌが樺太に残っていた。ソ連当局は樺太において子供にアイヌを名乗らせないように圧力を掛けた。1980年代には3人の純血のアイヌが亡くなり、数百人ほどの混血者だけが現在も居住している。しかし彼らは先祖であるアイヌに関する知識はほとんどない。

## 歴史
カムチャツカ半島のアイヌが最初にロシア人と接触したのは17世紀末である。18世紀には北千島のアイヌが征服された。アイヌはコーカソイドであるロシア人を赤い隣人「フレシサム」と呼び、日本人も当初、これを訳してロシア人の事を「赤蝦夷」と呼んでいた（赤蝦夷風説考）。これに対しロシア人探検家は古モンゴロイドであるアイヌ人の事を「毛深い」「浅黒い」「髪と目が黒い」と認識し、顎髭のあるロシアの貧農、もしくはロマに似ていると記している。
既に文化的にロシア人と同化しロシア正教に改宗させられていた北千島のアイヌは19世紀には多くがロシア帝国に帰属した。しかしソ連時代には数百人のアイヌが処刑されたり、強制移住させられた。日ソ中立条約破棄によるソ連対日参戦後、ソ連占領地への残留を選択したアイヌは極少数に留まり、90%以上のアイヌは故郷を離れ日本へ引き揚げた。

### カムチャツカへの移住
樺太・千島交換条約の結果、千島列島は日本領に戻り、そこで暮らすアイヌ人は日露何れかに帰属する選択を迫られ、83人の北千島アイヌが1877年9月18日にペトロパブロフスク・カムチャツキーに渡り、ロシアの統治下で生活することを決断した。彼らはロシア当局によるコマンドル諸島への移住の提案は拒絶した。最終的には1881年にヤヴィン村に移ることになった。1881年3月にはペトロパブロフスクを離れ、ヤヴィンまでの徒歩で渡った。4ヶ月後になってようやく新たな居住地にたどり着いた。もう一つの村であるゴリヴィノ村は後から形成された。1884年には9人のアイヌが日本から移住した。1897年の調査では、ゴリヴィノに57人、ヤヴィンに33人のアイヌが居住していた。ソ連体制下では両集落は再整理され、ロシア人が居住するウスト・ボルシェレツキー地区のザポロージエ集落に移住させられた。異民族との通婚の結果、3つの部族はカムチャダールと同化した。
帝政ロシア時代のアイヌは自らを「アイヌ」と名乗ることは禁じられていた。大日本帝国側はアイヌ民族が居住している、もしくは過去に居住していた全ての地域は日本領であると主張していたためである。代わりに「クリル」や「カムチャツカ・クリル」などの表現が用いられた。ソ連時代にはアイヌの姓を名乗る者はしばしば日本人と間違われてグラグや労働キャンプに送られた。その結果、アイヌの大多数はスラブ式の姓に改姓した。 第二次世界大戦後の1953年2月7日には当局によりソ連国内に居住するアイヌに関するあらゆる情報を出版することを禁じられた。この指令は20年後になって取り消された。

### 最近の動向
北千島アイヌが居住するカムチャツカのザポロージエ集落は現在のロシアにおけるアイヌの部族では最大規模である。父方が南千島アイヌのナカムラ一族は6人であり、ペトロパブロフスク・カムチャツキーに住んでいる。樺太では数十人が自らをアイヌと名乗るが、大部分は片親が他民族であり、アイヌの伝統文化を習得していない。2010年調査では888人の「日本人」が居住しており、その大多数がアイヌとの混血であるが、彼らもまたアイヌの伝統文化を習得していない。同様に、ハバロフスクには片親がアイヌの子孫が居住しているが、アムールアイヌは誰も自らをアイヌと名乗ることはない。なお、カムチャツカアイヌの生存者はいないと言われている。1979年にはソ連政府はロシアの領域から民族集団としてのアイヌが消滅したとして、現存する民族集団から「アイヌ」の項目を削除した。ソビエト連邦の崩壊後の2002年の国勢調査では調査票に「アイヌ」と記載する者はいなかった。
アイヌ民族自身は自らは千島列島の先住民であり、日本とロシアの両方が侵略者であると主張してきた。2004年にはカムチャツカ地方の小規模なアイヌ人団体がウラジーミル・プーチン大統領に日本との間での北方領土における一連の動きついて再考することを求める手紙を出した。その手紙では日本、帝政ロシア、ソビエト連邦の全てをアイヌ民族の殺害と同化政策を行なったとして糾弾していた。しかしながら、その要請はプーチン大統領に拒否された。その団体はアイヌ民族をめぐる悲劇の規模と激しさはアメリカ先住民が直面したジェノサイドに匹敵すると主張している。2010年の国勢調査ではその集落の100人近くがアイヌ民族と申告したが、カムチャツカ地方議会はそれを拒否してイテリメン族として取り扱った。2011年にはカムチャツカのアイヌ民族団体のリーダー、アレクセイ・ウラジミロヴィッチ・ナカムラがウラジーミル・イリューヒン（カムチャツカ地方知事）とボリス・ネフゾロフ（連邦下院議員）に政府の北方・シベリア・極東地方少数先住民族のリストに加えるように要求した。 しかしながらこの提案も拒否された。
サハリン州とハバロフスク地方のアイヌ人は政治的主張を行う団体を結成していない。アレクセイ・ナカムラは2012年時点でロシア領内にアイヌ人は205人しかいない、そのうち2008年段階で自らがアイヌ人であると主張していたのは12人であり、「千島列島のカムチャダール族」と共に少数民族としての認定のために活動していると主張している。アイヌがロシア政府の少数民族の公式リストから外されて以来、彼らは無国籍人、ロシア人、カムチャダール人のいずれかに定義されている。なお、2012年時点では北千島アイヌと千島列島のカムチャダールは共にロシア政府から北方少数先住民族としての漁業権・狩猟権は認められていない。最近になってボリス・ヤラヴォイによってロシア極東アイヌ協会(RADA)が設立された。

## 人口
2010年のロシア国勢調査では109人のアイヌ人が存在するとしている。このうち94人はカムチャツカ地方、 4人は沿海地方、3人はサハリン州、1人はハバロフスク地方、4人はモスクワ市、1人はサンクトペテルブルク市、1人はスヴェルドロフスク州、1人はロストフ州という内訳である。実際のアイヌ人口は更に多いと考えられるが、樺太島の数百人のアイヌは自らをアイヌと定義する事を否定している。

## ロシア政府の見解
ロシア連邦当局の国勢調査ではアイヌ民族はロシア国内では既に絶滅した民族集団とされている。アイヌ民族を名乗る人もアイヌ語を話すことは出来ず、生活における民族の伝統文化の要素も失われており、社会的・風習的にロシア人とほぼ同化している。それゆえ、イテリメン族に与えられているような少数民族としての権利はカムチャツカのアイヌ人には認められていない。アイヌ語はロシア国内では話し言葉としては既に消滅している。カムチャツカのアイヌは20世紀初頭にはアイヌ語を用いなくなった。1979年時点でわずか3人の流暢なアイヌ語話者がサハリン州にいたのみであり、1980年代には消滅した。

### 先住民認定発言
ロシアがカムチャツカ地方の先住民族として認めているのはコリャク、イテリメンなど6民族だけであり、ソ連時代を含め、アイヌ民族に関しては「日本人」だとして先住民とは認めてこなかった。ソ連の侵攻時に千島列島に居住していたアイヌは、戦後にソ連によってサハリンやカムチャツカ半島への移住をさせられている。ソ連は戦後、サハリンや千島列島のアイヌを日本人としたことで戦前に出生していたアイヌの出生証明書はなく、アイヌであることを示す証拠も残らなかった。2008年5月に先住民族認定を求め、ロシアでは初となるアイヌ民族団体「アイヌ」が設立された。北海道新聞によると、代表のアレクセイ・ナカムラは、2002年のロシアの人口調査で民族欄に「アイヌ」と初めて書いたが、「国の登録項目にアイヌ民族はない」と却下され、「民族の権利回復」を決意したという。2018年12月のプーチン大統領への報告ではロシア国内のアイヌについて、ソ連時代に移住させられたため「カムチャツカ地方に105人しかいない」とされている。
2018年12月、ロシアは方針転換し、プーチン大統領がカムチャッカ地方の「北方領土を含む千島列島」（ロシア名:クリル諸島）などに居住するアイヌ民族をロシアの先住民族として認める考えを示した。
他方日本国内では、ロシア政府による同国国内のアイヌの先住民族認定をロシアの北海道への領土的野心の現れと指摘する向きもある。また、2022年ウクライナ侵攻開始後の4月、同国の野党・公正ロシア党首、セルゲイ・ミロノフは「ロシアは北海道の権利を有している」と主張した